# Leuctra sibleyi
Leuctra sibleyi är en bäcksländeart som beskrevs av Peter Walter Claassen 1923. Leuctra sibleyi ingår i släktet Leuctra och familjen smalbäcksländor. Inga underarter finns listade i Catalogue of Life.